# Jurassic Park III
Jurassic Park III ist ein US-amerikanischer Dinosaurier- und Actionfilm mit Thrillerelementen aus dem Jahr 2001 von Joe Johnston. Er ist die Fortsetzung von Jurassic Park aus dem Jahr 1993 und Vergessene Welt: Jurassic Park aus dem Jahr 1997 und somit der dritte Teil der Jurassic-Park-Filmreihe. Im Gegensatz zu den ersten beiden Filmen hatte der dritte Teil keine eigene Buchvorlage, jedoch basieren Figuren und einzelne Szenen lose auf den Romanen DinoPark und Vergessene Welt des Autors Michael Crichton. Er reiht sich hiermit jedoch auch in eine darüber hinausgehende, weitaus längere Liste von Dinosaurierfilmen ein.
Der Kinostart in den USA erfolgte am 18. Juli 2001. In Deutschland kam er am 2. August 2001 in die Kinos.

## Handlung
Vier Jahre nach dem Vorfall in San Diego und auf der Insel Isla Sorna sowie acht Jahre nach den Ereignissen auf der Isla Nublar sind sich Menschen auf der ganzen Welt der geklonten Dinosaurier auf der Insel Isla Sorna bewusst. Als Präventivmaßnahme gilt Isla Sorna seitdem als Sperrzone und wird ständig von der costa-ricanischen Luftfahrtbehörde bewacht, um zu verhindern, dass sich jemand der Insel nähert.
Ben Hildebrand und der zwölfjährige Eric Kirby machen eine illegale Bootstour zur Isla Sorna, um einige Aufnahmen der Insel und ihrer prähistorischen Lebewesen zu machen. Angebunden an das Boot fliegen sie mit einem Gleitschirm um die Isla Sorna. Das Boot unter ihnen verschwindet im Nebel und wird währenddessen auf mysteriöse Weise beschädigt. Da es führerlos auf einen Felsen zusteuert, löst Ben die Verbindungsleine. Er und Eric treiben in der Luft auf die Insel zu.
In den Vereinigten Staaten hat der Paläontologe und Überlebende des Jurassic Parks, Dr. Alan Grant, eine neue Entdeckung über die Intelligenz der Velociraptoren gemacht, kämpft aber um die Finanzierung seiner Forschung. Grant bespricht seine Entdeckung eines Velociraptor-Kehlkopfes mit seiner Ex-Freundin Dr. Ellie Sattler. Seine neue Entdeckung sowie seine Erfahrungen im Jurassic Park veranlassen ihn zu der Annahme, dass die Velociraptoren sozial hochentwickelt waren. Er geht davon aus, dass ihre Nachkommen sich zur dominanten Spezies der Erde weiterentwickelt hätten, wenn sie nicht ausgestorben wären. Sein Assistent Billy Brennan verwendet einen 3D-Drucker, um einen Velociraptor-Kehlkopf zu drucken. Grant wird von dem wohlhabenden Ehepaar Kirby dazu überredet, sie bei einem Rundflug über Isla Sorna, die Insel der Dinosaurier, als Führer zu begleiten. Beim Anflug auf die Insel diskutiert Grant mit den Kirbys, die auf der Insel landen wollen. Als er dringend davon abrät, wird er mit einem Hieb von hinten bewusstlos geschlagen.
Als er aufwacht, bemerkt er, wie die anderen Insassen sich auf der Schotterlandepiste verteilt haben und durch ein Megaphon nach Eric rufen. Grant versucht vergeblich, sie davon abzuhalten. Plötzlich greift ein Spinosaurus aus dem Wald an und schnappt sich Cooper. Die Gruppe versucht in Panik, mit dem Flugzeug zu starten, doch dieses berührt beim Hochziehen den Dinosaurier am Rücken und stürzt im Wald ab. Die Gruppe bleibt unverletzt, wird aber, im Flugzeugwrack eingeschlossen, erneut vom Spinosaurier angegriffen. Dabei wird der Pilot Nash aus dem Wrack gerissen und gefressen. Die Überlebenden fliehen vor dem Spinosaurus. Auf der Flucht begegnen sie einem Aas fressenden Tyrannosaurus Rex, der Jagd auf die Gruppe macht, jedoch nun selbst vom Spinosaurus angegriffen wird. Während der Spinosaurus den Tyrannosaurus erlegt, gelingt der Gruppe abermals die Flucht.
Grant und Brennan stellen die Kirbys zur Rede und erfahren, dass die beiden weder reich noch verheiratet, sondern geschieden und kaum vermögend sind. Sie wollten auf der Isla Sorna landen, um dort ihren vermissten zwölfjährigen Sohn Eric wiederzufinden, der dort seit acht Wochen verschollen ist. Grant teilt den Kirbys mit, dass er nie auf der „Anlage B“ gewesen und ihr Sohn wahrscheinlich nicht mehr am Leben sei. Er rät dazu, sich zur Küste durchzuschlagen – eine Entscheidung, der sich die Kirbys nur widerwillig anschließen. Unterwegs findet die Gruppe den Gleitschirm und die Videokamera des Jungen, auf der ersichtlich ist, dass Eric lebend auf der Insel landen konnte. Bens Skelett wird im Gleitschirm gefunden.
Als die Gruppe das ehemalige Forschungszentrum erreicht, hoffen die Kirbys, dort ihren Sohn aufzufinden. Im Gebäudeinnern wird die Gruppe von einem Velociraptor angegriffen. Sie können den Saurier in einem Käfig einsperren, doch Grant muss feststellen, dass die intelligenten Velociraptoren sich untereinander verständigen und Hilfe anfordern können. Auf der Flucht nach draußen wird die Gruppe von einem ganzen Rudel verfolgt, dessen Angriff der Leibwächter Udesky nicht überlebt. Grant wird vom Rest der Gruppe getrennt und trifft auf Eric, der ihn mit Tränengasgranaten vor den Velociraptoren rettet. Beide flüchten sich in Erics Versteck, einen umgestürzten alten Tankwagen, wo sie die Nacht verbringen. Eric erzählt Grant von seinen Erfahrungen mit den Dinosauriern. Am Morgen verlassen beide das Versteck und finden schließlich Erics Eltern.
Die Flucht zur Küste wird durch einen weiteren Angriff des Spinosaurus erschwert. Dabei gesteht Brennan Grant, dass er den Velociraptoren ein paar Eier gestohlen hat, um ihre Forschung finanzieren zu können. Sie erkennen, dass die Saurier es eben deshalb auf die Gruppe abgesehen haben. Auf der weiteren Flucht wird Eric von einem Pteranodon entführt. Brennan kommt ihm mit dem Gleitschirm zu Hilfe und kann Eric zwar befreien, wird nun aber selbst von einem Pteranodon verschleppt. Die verbleibende Gruppe stößt auf einen Fluss und setzt die Flucht mit einem motorgetriebenen Floßboot fort. Während der Fahrt hören sie ihr Satellitentelefon läuten, das sich am Ufer in einem Kothaufen des Spinosaurus wiederfindet. Der Saurier hatte das Telefon zusammen mit einem Teammitglied verschluckt. Während Grant versucht, damit Sattler anzurufen, wird die Gruppe auf dem Floßboot erneut vom Spinosaurus angegriffen. Grant gelingt es gerade noch, Sattler mitzuteilen, dass sie sich in einer extremen Notlage befinden. Dann wird die Gruppe vom Spinosaurus unter Wasser gedrückt. Aus dem Motor des Floßboots tritt Treibstoff aus. Während es Kirby gelingt, den Spinosaurus abzulenken, entzündet Grant den auf dem Wasser schwimmenden Treibstoff mit einer Signalpistole, und durch das entstehende Feuer wird der Spinosaurus vertrieben.
Die Gruppe setzt die Flucht zu Fuß fort. Als sie bereits den Ozean rauschen hören, werden sie noch einmal von den Velociraptoren eingekreist. Erst nachdem Amanda Kirby den Sauriern die Eier zurückgegeben hat und Grant das Velociraptor-Kehlkopf-Modell benutzt, um das Rudel zu verwirren, gelangt die Gruppe sicher zur Küste, wo sie von US Marines in Empfang genommen werden, die auch Brennan gerettet haben. Zuletzt betrachten sie vom Hubschrauber aus, wie drei Pteranodonten von der Insel davonfliegen.

## Hintergrund
- Während die ersten beiden Teile auf Werken von Crichton basieren, ist die dritte Verfilmung eine Produktion ohne literarische Vorlage. Jedoch wird der im Originalroman DinoPark existierende Handlungsstrang, betreffend die Fahrt auf dem Fluss und das Treffen mit den Flugsauriern, hier verwendet. Der Tyrannosaurus wurde jedoch durch den Spinosaurus ersetzt.
- Regisseur Joe Johnston erkundigte sich schon nach Veröffentlichung des ersten Teiles bei Spielberg, ob eine Fortsetzung geplant sei und ob er dabei Regie führen dürfe. Diesen Posten wollte Spielberg für den zweiten Teil noch selbst ausfüllen, verpflichtete ihn aber schließlich für den dritten Teil. Außerdem war Johnston beim Beginn der Dreharbeiten zum zweiten Teil noch mit der Fertigstellung von Jumanji beschäftigt, welcher sich verzögert hatte.
- Zu diesem Film steuerte John Williams diesmal nicht die Filmmusik bei, seine Vertretung durch Don Davis nutzt aber reichlich die bekannten Musikthemen (und sogar unauffälligere Motive) des ersten Teiles, während die Musik aus dem zweiten Teil – sowohl thematisch als auch instrumental – unberücksichtigt bleibt.
- Im Vergleich zum ersten Film hat Schauspielerin Laura Dern als Wissenschaftlerin Dr. Ellie Sattler in Jurassic Park 3 nur eine kleine Nebenrolle.

### Entwicklung der Dinosaurier
- An die Stelle des Tyrannosaurus als Antagonist tritt hier der Spinosaurus, der als wesentlich wilderer, größerer und gefährlicherer Spitzenprädator dargestellt wird. Dies wird auch unterstrichen, indem der Spinosaurus relativ beiläufig einen T-Rex tötet.
- Die Raptoren, die wie in allen Vorgängerfilmen zu groß dargestellt sind, sind, den neuen Theorien des Paläontologen Jack Horner entsprechend, wesentlich intelligenter dargestellt; sie haben eine hochentwickelte Resonanzkammer und sind damit zu präziser Kommunikation und sozialer Interaktion im Gruppenverband fähig. Inwieweit dies jedoch der Realität entspricht, ist unter Forschern umstritten.
- Nach den Dreharbeiten zu Vergessene Welt: Jurassic Park wurden bei neueren wissenschaftlichen Ausgrabungen Fossilien von Raptoren entdeckt, bei denen sich Ansätze von Federn sicher nachweisen ließen. Aufgrund dieser neuen Erkenntnisse wurde das bisherige Aussehen der Raptoren im Film überarbeitet. Dies ist der Grund, weshalb in Jurassic Park III, anders als in den beiden ersten Teilen der Reihe, zum ersten Mal Raptoren zu sehen sind, die im Bereich des Kopfes vereinzelte Federn tragen.

### Spiele
Zudem kam mit Jurassic Park III eine Reihe Computerspiele auf den Markt, die unter der Marke „Jurassic Park“ vermarktet wurden:
- Jurassic Park 3: Dino Defender
- Jurassic Park 3: Danger Zone
- Jurassic Park 3: Scan Command
- Jurassic Park 3: Park Builder
- Jurassic Park: Operation Genesis

## Deutsche Synchronfassung
Die deutsche Synchronbearbeitung entstand bei Berliner Synchron in Berlin. Das Dialogbuch verfasste Michael Nowka, der zugleich die Synchronregie führte.
| Rolle             | Darsteller             | Deutscher Sprecher     |
| ----------------- | ---------------------- | ---------------------- |
| Dr. Alan Grant    | Sam Neill              | Wolfgang Condrus       |
| Paul Kirby        | William H. Macy        | Florian Krüger-Shantin |
| Amanda Kirby      | Téa Leoni              | Anke Reitzenstein      |
| Erik Kirby        | Trevor Morgan          | Till Völger            |
| Billy Brennan     | Alessandro Nivola      | Uwe Büschken           |
| Dr. Ellie Sattler | Laura Dern             | Sabine Jaeger          |
| Ben Hildebrand    | Mark Harelik           | Helmut Gauß            |
| Enrique Cardaso   | Julio Oscar Mechoso    | Detlef Bierstedt       |
| Cooper            | John Diehl             | Bernd Schramm          |
| Udesky            | Michael Jeter          | Roland Hemmo           |
| Charlie           | Blake Bryan            | Luer Hasenkrug         |
| Cheryl            | Sarah Danielle Madison | Bettina Spier          |
| Mark              | Taylor Nichols         | Hans-Jürgen Wolf       |
| Nash              | Bruce A. Young         | Tilo Schmitz           |
| Student           | Bernard Zilinskas      | Julien Haggége         |

## Rezeption

### Kritiken
„Erstmals ohne das Kreativ-Duo Steven Spielberg (Regie) und Michael Crichton (Autor) verlässt sich ‚Jurassic Park 3‘ auf das Rezept der Vorgänger. Auch wenn der Plot wenig neue Ideen liefert und nach überraschend kurzer Laufzeit ein abruptes Ende findet, lebt auch Teil 3 gut von den Actionsequenzen und seinen visuell unverändert faszinierenden urzeitlichen Protagonisten.“

„‚Jurassic Park 3‘ ist wie ein Besuch bei McDonald’s: Man weiß, was auf der Speisekarte steht, allein die Frage, welches Spielzeug das Happy Meal enthält, birgt die Überraschung. In diesem Sinn ist der Spinosaurier der Super-Big-Mac unter den Dinos, und seine geflügelten Freunde, die Pteranodons, sind die Mega-Chicken-Wings. ‚Size matters‘, das wusste schon ‚Godzilla‘.“

„Abenteuer im vertrauten Fahrwasser der beiden Vorgängerfilme, in dem die Tricktechnik nichts zu wünschen übrig lässt. Da die Zeichnung der Figuren und die Ausformung der Charaktere komplett vernachlässigt wird, bestenfalls passable B-Picture-Unterhaltung.“

„Der zweite Aufguss des großen Erfolges. Die ursprünglich Verantwortlichen – Autor Michael Crichton und Regisseur Steven Spielberg – sind nicht mehr aktiv dabei. Und eine Art Drehbuch existiert nur, damit Menschen auf einer tropischen Insel so positioniert sind, dass sie von noch mehr Dinosauriern gejagt werden können. Innerhalb dieses Rahmens: ansehnlich.“

### Einspielergebnis
Jurassic Park III setzte weltweit 368 Millionen US-Dollar an den Kinokassen um. Mit diesem Ergebnis konnte er nicht an die Erfolge der beiden Vorgänger anknüpfen (914,6 bzw. 618,6 Millionen US-Dollar). Außerdem hatte der Film Produktionskosten in Höhe von 93 Millionen US-Dollar, womit er bis zum Erscheinen von Jurassic World im Jahr 2015 der teuerste Teil der Reihe war.

### Auszeichnungen
Gewonnen
- BMI Film Music Award
- Bogey Award in Gold
- Taurus Awards 2002 für den besten Wasser-Stunt (Best Water Work)

Nominiert
- Golden Satellite Awards für den Besten Ton und die Besten Visuellen Effekte
- Goldene Himbeere als Schlechteste Neuverfilmung oder Fortsetzung

## Fortsetzung
Im Dezember 2008 brach die Produzentin Kathleen Kennedy wegen des Todes des Drehbuchautors Michael Crichton die Planungen zu Jurassic Park 4 ab.
In einem Interview mit Boxoffice Magazine im Januar 2010 ließ Regisseur Joe Johnston jedoch verlauten, dass die Vorbereitungen wieder aufgenommen werden. Er gab außerdem an, dass der vierte Teil etwas völlig anderes und der Beginn einer neuen Trilogie sein werde.
2011 wurde bekannt, dass sich Steven Spielberg mit Drehbuchautor Mark Protosevich getroffen habe, um ein paar Gedanken darüber auszutauschen, wie sie die Filmreihe fortsetzen könnten.
Als der ursprüngliche Starttermin im Mai 2013 nicht eingehalten werden konnte, wurde er auf den 11. Juni 2015 (in Deutschland) verlegt. Der vierte Film der Reihe trägt den Titel Jurassic World. Die Regie übernahm Colin Trevorrow.